# Jasper Dahlhaus
Jasper Dahlhaus (Doetinchem, 27 november 2001) is een Nederlands voetballer die bij voorkeur als aanvaller speelt. Hij verruilde FC Eindhoven in de zomer van 2024 voor Fortuna Sittard.

## Carrière

### Willem II
Jasper Dahlhaus speelde in de jeugd van VIOD en SBV Vitesse. Gedurende het seizoen 2018/19 speelde hij naast de A-junioren ook vijf wedstrijden voor Jong Vitesse in de Tweede divisie. In 2020 maakte hij de overstap naar Willem II. Hij debuteerde voor Willem II op 12 september 2020, in de met 2-0 verloren uitwedstrijd tegen sc Heerenveen. Hij kwam in de 87e minuut in het veld voor Görkem Sağlam.

### FC Eindhoven
Halverwege het seizoen 2020/21 maakte Dahlhaus de overstap naar FC Eindhoven, waar hij drieënhalf seizoen zou spelen. Hij deed er twee seizoenen mee om promotie naar de Eredivisie, maar faalde tweemaal in de play-offs. In totaal speelde Dahlhaus 118 wedstrijden voor FC Eindhoven, waarin hij goed was voor zestien goals en elf assists. Hij deed dit voornamelijk als linkermiddenvelder in een 3-4-3 opstelling.

### Fortuna Sittard
In de zomer van 2024 maakte Dahlhaus de overstap naar Fortuna Sittard, waar hij een contract tekende voor twee seizoenen tot medio 2026. Hij maakte zijn debuut voor de Limburgers op 31 augustus, tegen N.E.C. (0-3). Op 22 december maakte hij zijn eerste doelpunt, tegen FC Utrecht (5-2). Op aangeven van Ivo Pinto maakte Dahlhaus de 2-2 in de 75e minuut. 

## Clubstatistieken
| Seizoen                         | Club            | Competitie     | Competitie | Competitie | Beker | Beker | Overig | Overig | Totaal | Totaal |
| Seizoen                         | Club            | Competitie     | Wed.       | Dlp.       | Wed.  | Dlp.  | Wed.   | Dlp.   | Wed.   | Dlp.   |
| ------------------------------- | --------------- | -------------- | ---------- | ---------- | ----- | ----- | ------ | ------ | ------ | ------ |
| 2020/21                         | Willem II       | Eredivisie     | 2          | 0          | 0     | 0     | –      | –      | 2      | 0      |
| 2020/21                         | FC Eindhoven    | Eerste Divisie | 13         | 1          | 0     | 0     | –      | –      | 13     | 1      |
| 2021/22                         | FC Eindhoven    | Eerste Divisie | 34         | 8          | 1     | 1     | 3      | 0      | 38     | 9      |
| 2022/23                         | FC Eindhoven    | Eerste Divisie | 34         | 5          | 2     | 0     | 2      | 0      | 38     | 5      |
| 2023/24                         | FC Eindhoven    | Eerste Divisie | 29         | 1          | 0     | 0     | –      | –      | 29     | 1      |
| 2024/25                         | Fortuna Sittard | Eredivisie     | 14         | 1          | 2     | 0     | –      | –      | 16     | 1      |
| Carrièretotaal                  | Carrièretotaal  | Carrièretotaal | 126        | 16         | 5     | 1     | 5      | 0      | 136    | 17     |
| Bijgewerkt t/m 22 december 2024 |                 |                |            |            |       |       |        |        |        |        |